# Robert Conrad (Schauspieler)

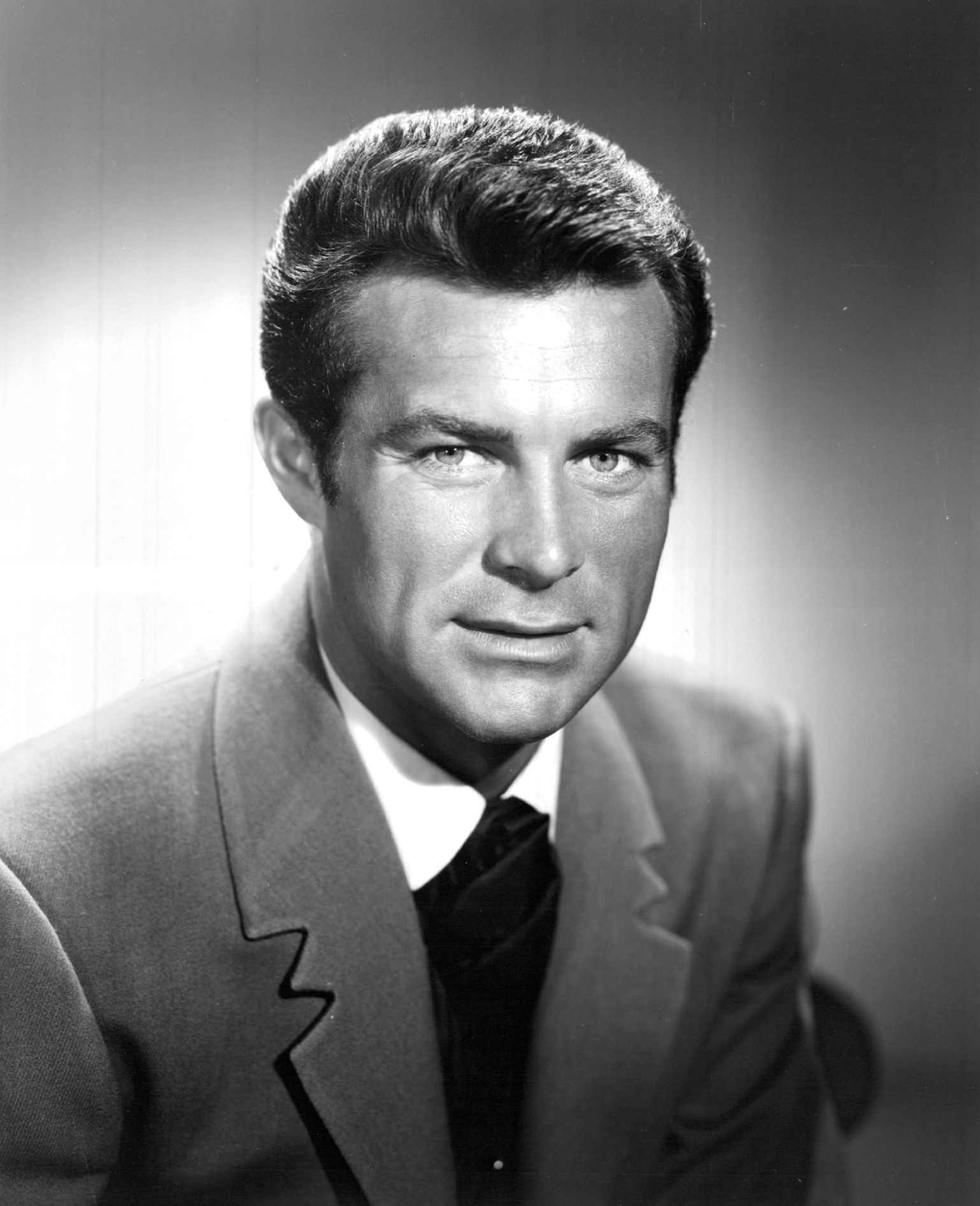
Robert Conrad (1965)

Robert Conrad (* 1. März 1935 als Konrad Robert Falkowski in Chicago, Illinois; † 8. Februar 2020 in Malibu, Kalifornien) war ein US-amerikanischer Schauspieler.

## Leben und Leistungen
Conrad wurde nach der zweiten Heirat seiner Mutter von seiner Großmutter aufgezogen. Er studierte an der Northwestern University.
Die erste Filmrolle, die im Abspann erwähnt wurde, spielte Conrad im Filmdrama Thundering Jets von Helmut Dantine aus dem Jahr 1958. Bekannt wurde er dem amerikanischen Fernsehpublikum ab 1959 durch seine Hauptrolle als Tom Lopaka in der Krimiserie Hawaiian Eye. In den Jahren 1965 bis 1969 spielte er in der Fernsehserie Verrückter wilder Westen seine wohl bekannteste Rolle als Secret-Service-Agent James T. West. In dem Western Die Gesetzlosen (1967) übernahm er eine der Hauptrollen, außerdem wirkte er als Regisseur und Drehbuchautor mit.
Für die Darstellung des Fliegerhelden Gregory Boyington in der Fernsehserie Pazifikgeschwader 214 (1976) war Conrad 1978 für einen Golden Globe Award nominiert. Im Actionfilm Sudden Death (1977) übernahm er die Hauptrolle, eine weitere Hauptrolle hatte er in dem Gangsterfilm Die Frau in Rot aus dem Jahr 1979. In der schwarzen Komödie Flammen am Horizont (1982) spielte er an der Seite von Sean Connery eine größere Rolle. Zuletzt war Conrad 2002 in dem Film Dead Above Ground zu sehen. Sein Schaffen umfasst 80 Film- und Fernsehproduktionen.

## Privates
Conrad war von 1952 bis 1983 mit Joan Kenlay verheiratet, mit der er fünf Kinder hatte. 1983 heiratete er Fann LaVelda, mit der er drei Kinder hat. Er lebte in Bear Valley in Kalifornien, bis er im Jahr 2006 gemeinsam mit seiner zweiten Frau und deren Kindern nach Südkalifornien zog. Einige seiner Kinder arbeiten als Schauspieler. Conrad war ein Halbbruder des Schauspielers Larry Manetti, mit dem er zusammen in Pazifikgeschwader 214 spielte. Conrad war seit seiner Jugend mit dem Mobster Michael Peter Spilotro befreundet, der mit Hilfe von Manetti einen Kurzauftritt in der Fernsehserie Magnum erhielt.
2003 verursachte Conrad im betrunkenen Zustand einen schweren Autounfall, bei dem der andere Autofahrer schwer verletzt wurde und an den Spätfolgen des Unfalls starb. Conrad, der selbst schwer verletzt wurde, erhielt sechs Monate Hausarrest. Der Schauspieler starb am 8. Februar 2020 im Alter von 84 Jahren an Herzversagen.

## Filmografie (Auswahl)
- 1958: Thundering Jets
- 1959–1963: Hawaiian Eye (Fernsehserie, 104 Folgen)
- 1963: Im Paradies ist der Teufel los (Palm Springs Weekend)
- 1965–1969: Verrückter wilder Westen (The Wild Wild West, Fernsehserie, 104 Folgen)
- 1967: Die Gesetzlosen (The Bandits)
- 1968–1972: Kobra, übernehmen Sie (Fernsehserie, 4 Episoden)
- 1974: Columbo: Geld, Macht und Muskeln (An Exercise in Fatality; Fernsehreihe)
- 1976–1978: Pazifikgeschwader 214 (Baa Baa Black Sheep, Fernsehserie, 36 Folgen)
- 1977: Sudden Death
- 1978: Colorado Saga (Centennial; Fernseh-Miniserie, 12 Folgen)
- 1979: Die Frau in Rot (The Lady in Red)
- 1979: A Man Called Stone (Fernsehserie, 12 Folgen)
- 1980: Undercover USA (More Wild Wild West; Fernsehfilm)
- 1980: Trainer des Jahres (Coach of the Year; Fernsehfilm)
- 1982: Flammen am Horizont (Wrong Is Right)
- 1984: Hard Knox (Fliegerfilm, USA)
- 1985: Traffic School – Die Blech- und Dachschaden-Kompanie (Moving Violations)
- 1986: Special Terminator CIA (Fernsehfilm)
- 1986: WWE WrestleMania II (Fernsehshow, Special Referee)
- 1987–1988: High Mountain Rangers (Fernsehserie, 13 Folgen)
- 1989: Jesse Hawkes (Fernsehserie, 6 Folgen)
- 1990: Auf Leben und Tod (Anything to Survive; Fernsehfilm)
- 1993: Samurai Cowboy
- 1996: Versprochen ist versprochen (Jingle All the Way)
- 2000: Nash Bridges (Fernsehserie, 1 Folge)
- 2002: Dead Above Ground